# Kościół św. Brata Alberta w Bornem Sulinowie
Kościół świętego Brata Alberta w Bornem Sulinowie – rzymskokatolicki kościół parafialny należący do parafii pod tym samym wezwaniem (dekanat Szczecinek, diecezji koszalińsko-kołobrzeskiej, metropolii szczecińsko-kamieńskiej).

## Historia
Jest to dawne poradzieckie kino, przebudowane i adaptowane na kościół w latach 1993–2010. W kompleksie znajduje się kaplica z wykonanym przez porucznika J. Zamojskiego w Neubrandenburgu w 1940 roku tryptykiem, przewiezionym w 1942 roku do oflagu II D Gross-Born, do 2008 roku tryptyk umieszczony był w kaplicy katedry polowej Wojska Polskiego w Warszawie, przekazany został parafii w 2008 roku przez biskupa polowego Wojska Polskiego Tadeusza Płoskiego. Kościół razem z plebanią są otoczone murem kamiennym, w 2009 roku została dobudowana wieża.

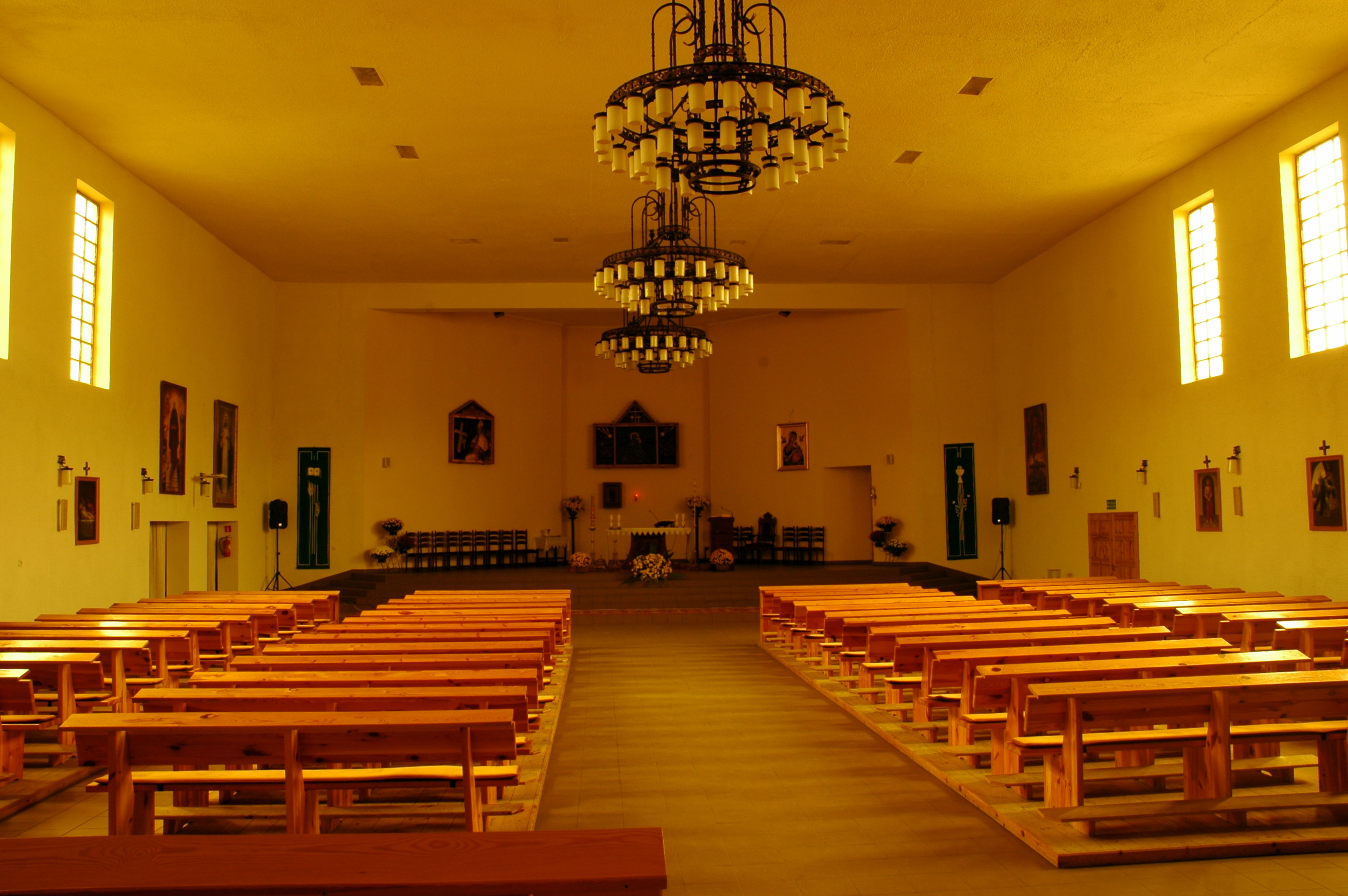
Wnętrze kościoła